# Боб Марк
Боб Марк (англ. Bob Mark; 28 листопада 1937 — 21 липня 2006) — колишній австралійський тенісист.
Перемагав на турнірах Великого шолома в парному та змішаному парному розрядах.

## Фінали на турнірах Великого шлему

### Парний розряд (3–4)
| Результат | Рік  | Турнір               | Покриття | Партнер     | Суперники                   | Рахунок                  |
| --------- | ---- | -------------------- | -------- | ----------- | --------------------------- | ------------------------ |
| Поразка   | 1958 | Чемпіонат Австралії  | Трава    | Рой Емерсон | Ешлі Купер Ніл Фрейзер      | 5–7, 8–6, 6–3, 3–6, 5–7  |
| Перемога  | 1959 | Чемпіонат Австралії  | Трава    | Род Лейвер  | Дон Кенді Роберт Гау        | 9–7, 6–4, 6–2            |
| Поразка   | 1959 | Вімблдонський турнір | Трава    | Род Лейвер  | Рой Емерсон Ніл Фрейзер     | 6–8, 3–6, 16–14, 7–9     |
| Перемога  | 1960 | Чемпіонат Австралії  | Трава    | Род Лейвер  | Рой Емерсон Ніл Фрейзер     | 1–6, 6–2, 6–4, 6–4       |
| Поразка   | 1960 | Чемпіонат США        | Трава    | Род Лейвер  | Рой Емерсон Ніл Фрейзер     | 7–9, 2–6, 4–6            |
| Перемога  | 1961 | Чемпіонат Австралії  | Трава    | Род Лейвер  | Рой Емерсон Мартін Малліген | 6–3, 7–5, 3–6, 9–11, 6–2 |

### Мікст: (2–1)
| Результат | Рік  | Турнір              | Покриття | Партнер               | Суперники                         | Рахунок         |
| --------- | ---- | ------------------- | -------- | --------------------- | --------------------------------- | --------------- |
| Перемога  | 1959 | Чемпіонат Австралії | Трава    | Сандра Рейнольдс      | Рене Схюрман Род Лейвер           | 4–6, 13–11, 6–1 |
| Поразка   | 1959 | Чемпіонат США       | Трава    | Дженет Гоппс Едкіссон | Маргарет Осборн Дюпон Ніл Фрейзер | 5–7, 15–13, 2–6 |
| Перемога  | 1961 | Чемпіонат США       | Трава    | Маргарет Корт         | Дарлін Гард Денніс Ролстрон       | default         |